# 장선생
장선생은 대한민국의 군인이다.
한국 전쟁 기간 동안 육군 11야포단에서 중위로 복무하다 포로가 되었다.
그 후 북한에 강제 억류되었다가 탈북하여 2005년 대한민국으로 귀환하였다.
휴전 이후 귀환한 국군 포로 중에서 계급이 가장 높다.

## 참고 자료
- 동행취재 - 국군포로 張善生 중위 두 번 死線 넘어 52년 만에 귀환 中 대한민국 장교로서 본분을 다하지 못해 죄송… 조국에서 사람답게 살고 싶다
- '국군포로, 육군중위 장선생' 한맺힌 조국 귀환기
- 북한포로 육군중위 '52년만의 귀환'
- 포로에서 북한 탈출까지
- 취재하기까지
- 장중위 입국하면
- 서울사는 동생 선광씨